# Arenápolis
Arenápolis este un oraș în statul Mato Grosso (MT), Brazilia. 